# Ave, Cezar!
Ave, Cezar (ang. Hail, Caesar!) – amerykański film komediowy z 2016 roku w reżyserii Joela i Ethana Coenów, którzy napisali również jego scenariusz. Zdjęcia kręcono w Los Angeles.
Muzykę do filmu skomponował Carter Burwell, zmontował go Roderick Jaynes (czyli Joel i Ethan Coenowie), autorem zdjęć był Roger Deakins, scenografii Nancy Haigh, a kostiumów Mary Zophres.
Kolejny film braci Coenów z plejadą gwiazd w rolach głównych. Okres „złotej ery Hollywood” –  Eddie Mannix (Josh Brolin) kręci film z największymi gwiazdami epoki. Kłopoty zaczynają się, gdy główna gwiazda kręconego przez niego filmu znika.
Budżet filmu wyniósł 22 miliony USD, wpływy wyniosły 63 miliony.
Film uzyskał nominacje do kilku nagród, m.in. do Oscara za najlepszą scenografię.

## Obsada
- Josh Brolin jako Eddie Mannix
- George Clooney jako Baird Whitlock
- Alden Ehrenreich jako Hobie Doyle
- Ralph Fiennes jako Laurence Laurentz
- Scarlett Johansson jako DeeAnna Moran
- Frances McDormand jako C.C. Calhoun
- Tilda Swinton jako Thora Thacker oraz Thessaly Thacker
- Channing Tatum jako Burt Gurney
- Alison Pill jako Connie Mannix
- Jonah Hill jako Joseph Silverman
- Christopher Lambert jako Arne Slessum
- David Krumholtz jako komunistyczny scenarzysta
- Fisher Stevens jako komunistyczny scenarzysta
- Clancy Brown jako Gracchus
- Robert Picardo jako rabin
- John Bluthal jako Herbert Marcuse
- Dolph Lundgren jako dowódca Submarine
- Michael Gambon jako narrator
- Wayne Knight